# کوارتز دودی
کوارتز دودی  (به انگلیسی: Smoky quartz) با فرمول شیمیایی SiO2 از مجموعه کانی کوارتز با رنگهای قهوه ای تا سیاه است.  "smoky" به معنی به رنگ دود است به همین دلیل به آن کوارتز دودی می گوییم. این رنگ دودی به علت قرار گرفتن در برابر تابش اشعه گاما حین تشکیل آن می باشد. بلورهای آن گاهی مقادیر بسیار اندکی رادیواکتیویته نشان می دهند. محل پیدایش کوارتز دودی غالبا سنگهای آذرین و پگماتیت می باشند. 
محلول در HNO۳ و مقدار Mg تحت تأثیر اسیدها کم می‌شود. MgO:۲۳٫۴۱٪  FeO:۴۱٫۷۱٪  SiO۲:۳۴٫۸۸٪  (خالص ۱/۱: Mg / Fe) (سری ایزومورف فورستریت تافایالیت) برای اولین بار در آمریکا کشف شد و از نظر شکل بلور: منشوری - بی پیرامیدال - پسودوکوبیک، رنگ: قهوه‌ای تیره - قهوه‌ای سیاه، شفافیت: شفاف - نیمه کدر، شکستگی: صدفی - تراشه ای(خشن)، جلا: شیشه ای، رخ: ناقص - مطابق با سطح، سیستم تبلور: هگزاگونال تا دمای ۵۷۳ درجه و در رده‌بندی اکسید است همچنین خاصیت مغناطیسی ندارد و منشأ تشکیل آن پگماتیت - هیدروترمال است.
همایند کانی‌شناسی (پارانژ) آن سختی - چگالی - رخ پذیری - انحلال در اسیدها - واکنش‌های شیمیایی -اشعه Xآپاتیت - پولوسیت - بریل - توپاز -فناکیت- آپاتیت- اورتوز- آلبیت- اکسینیت- تورمالین- میکا است ،از نظر ژیزمان بلوری - آگرگات دانه‌ای - توده‌ای کمیاب است و بیشتر در آلمان غربی، سوئیس، ایتالیا، اطریش، لهستان، روسیه، آمریکا، هند، اسپانیا و استرالیا یافت می‌شود.

## منبع
- پردیس کشاورزی ایران